# Sidi Boubker (kommun i Rehamna)
Sidi Boubker (franska: Sidi Boubker (CR), Sidi Boubker (Commune Rurale), arabiska: رأس عين الرحامنة) är en kommun i Marocko.   Den ligger i provinsen Rehamna och regionen Marrakech-Safi, 250 km söder om huvudstaden Rabat. Antalet invånare är 6 398.